# Taxonomie
Eine Taxonomie (altgriechisch τάξις táxis ,Ordnung’ und νόμος nómos ,Gesetz’) ist ein einheitliches Verfahren oder Klassifikationsschema, mit dem Objekte nach bestimmten Kriterien klassifiziert, das heißt in Kategorien oder Klassen (auch Taxa genannt) eingeordnet werden. Naturwissenschaftliche Disziplinen verwenden den Begriff der Taxonomie für eine in der Regel hierarchische Klassifikation (Klassen, Unterklassen usw.). Darüber hinaus bezeichnet Taxonomie auch die Wissenschaft, die sich mit der Identifizierung, Beschreibung und Klassifizierung von Objekten befasst. 
Taxonomien sind für die Entwicklung einer Wissenschaft von erheblicher Bedeutung: Sie erleichtern den Umgang mit Einzelfällen und ermöglichen summarische Aussagen, die bis hin zu einer Erklärung von Zusammenhängen führen können. Sie zwingen zur Klarheit über die Unterschiede zwischen den Kategorien und führen dadurch zu einem besseren Verständnis des Untersuchungsbereichs.
Anthropologische Untersuchungen zeigen, dass die in bestimmten Sprach- und Kulturräumen verwendeten Taxonomien in örtliche, kulturelle und soziale Systeme eingebettet sind und unterschiedlichen sozialen Zwecken dienen. Eine der bekanntesten und einflussreichsten Studien über Laien-Taxonomien (folk taxonomies) ist Émile Durkheims Die elementaren Formen des religiösen Lebens.

## Taxonomie in der Biologie

### Grundlagen
Die Taxonomie als ein Teilgebiet der Biologie erfasst Lebewesen (und Viren) systematisch. Diese Einteilung in ein hierarchisches System ist traditionell mit der Einordnung in einen bestimmten Rang verbunden, wie Art, Gattung oder Familie, insbesondere bei Organismen, aber auch bei Viren, siehe Virus-Taxonomie.
Ein Taxon ist in der Biologie eine Gruppe von Lebewesen (oder Viren), die sich durch gemeinsame Merkmale beschreiben und von anderen Gruppen unterscheiden lässt. Die Aufstellung von Taxa ist das Arbeitsgebiet der Taxonomie, der wissenschaftlichen Gliederung der Organismen nach international festgelegten Nomenklaturregeln, siehe biologische Nomenklatur. Die taxonomische Ausbildung ist ein wichtiger Teil des Studiums in der organismischen Biologie.
Durch die Abgrenzung der verschiedenen Taxa erfolgt eine Klassifikation nach bestimmten Stufenfolgen:
| Deutsch                                | Latein               | Beispiel                              |
| -------------------------------------- | -------------------- | ------------------------------------- |
| Domäne                                 | Dominium             | Eukaryoten                            |
| Reich                                  | Regnum               | Tiere                                 |
| Abteilung/Stamm                        | Divisio/Phylum       | Chordatiere                           |
| Unterabteilung/Unterstamm, Unterphylum | Subdivisio/Subphylum | Wirbeltiere (Vertebraten, Vertebrata) |
| Klasse                                 | Classis              | Säugetiere (Mammalia)                 |
| Unterklasse, Subklasse                 | Subclassis           | Höhere Säugetiere                     |
| Infraklasse                            |                      | …                                     |
| Überordnung                            | Superordo            | Laurasiatheria                        |
| Ordnung                                | Ordo                 | Raubtiere                             |
| Unterordnung                           | Subordo              | …                                     |
| Teilordnung                            | Infraordo            | …                                     |
| Überfamilie, Oberfamilie               | Superfamilia         | Katzenartige                          |
| Familie                                | Familia              | Katzen                                |
| Unterfamilie                           | Subfamilia           | Großkatzen                            |
| Tribus                                 | Tribus               | …                                     |
| Untertribus                            | Subtribus            | …                                     |
| Gattung                                | Genus                | Eigentliche Großkatzen                |
| Art, Spezies                           | Species              | Löwe                                  |
| Unterart, Rasse, Subspezies            | Subspecies           | Westafrikanischer Löwe                |

Hierarchie der taxonomischen Stufen (ohne Zwischenstufen)

Eine Schlüsselstellung hat hierbei die Art. Eine biologische Art ist eine Gruppe natürlicher Populationen, die eine Fortpflanzungsgemeinschaft bilden und von anderen Gruppen reproduktiv isoliert sind. Die Isolationsmechanismen zwischen den einzelnen Arten sind biologischer Natur, also nicht auf äußeren Gegebenheiten basierend, sondern in den Lebewesen selbst angelegt. Diese Definition gilt als die optimale Definition einer Art, weil sie nicht willkürlich ist, „man könnte sogar so weit gehen, sie als ‚selbstoperational‘ zu bezeichnen“, indem sie „das Kriterium der Fortpflanzungsisolation gegenüber anderen Populationen hervorhebt“.
Da der biologische Artbegriff nicht auf alle Lebensformen angewandt werden kann (zu lange Generationszeiten, sexuelle Fortpflanzung unbekannt, Parthenogenese), gibt es weitere Artdefinitionen wie die morphologische Art (die am häufigsten verwendete Artdefinition), die phylogenetische Art (aufgrund von phylogenetischen Verwandtschaftsverhältnissen) oder die ökologische Art, bei der morphologisch gleich oder ähnlich gestaltete als verschiedene Arten angesprochen werden, wenn sie geographisch getrennt vorkommen.
Mit der Veröffentlichung von Systema Naturae durch Carl von Linné hat sich die binäre (in der Zoologie auch noch binominale) Nomenklatur durchgesetzt. Der erste Namensteil bezeichnet hier die Gattung (Genus), der zweite ist das Beiwort (Epitheton) für die Art (Species).

### Methoden
Traditionelle Methoden richteten sich nach morphologischen Merkmalen, wie etwa dem Körperbau bei Tieren oder dem Blütenaufbau bei Pflanzen. Später flossen dann auch Erkenntnisse aus den Bereichen Mikroskopie, Physiologie, Biochemie und Genetik in die taxonomische Betrachtung ein. Neuerdings werden automatisierte, computerbasierte Identifikationssysteme erprobt, die die Treffsicherheit und Geschwindigkeit einer Bestimmung erheblich verbessern sollen (siehe unten).
Die moderne biologische Systematik ist tiefergehend. In ihr spielen phylogenetische Verwandtschaftsbeziehungen eine Rolle. Die unterschiedlichen Taxa werden in der Systematik in einen hierarchischen Stammbaum eingeordnet, der ihre evolutionäre Abstammung widerspiegeln soll. Die Regeln der Kladistik gelten heute als Standard zur Klassifizierung von Organismen, d. h. ein Taxon sollte monophyletisch sein.

### Probleme

#### Zahl der unbekannten Arten
Ein großes Problem in der Taxonomie stellt die schiere Anzahl der zu bestimmenden Spezies dar. So geht die Zahl der noch nicht taxonomisch beschriebenen Organismen in die Millionen. Gleichzeitig gibt es viel zu wenige Taxonomen, um die taxonomische Bewertung der zu erfassenden Spezies in angemessener Zeit bewerkstelligen zu können: Nach Angaben der Global Taxonomy Initiative gibt es weltweit nur rund 4000 bis 6000 professionelle Taxonomen, von denen die meisten in Industrieländern tätig sind, deren Biotope weit weniger artenreich sind als die Biotope von Entwicklungsländern in den Tropen. Nach Schätzungen sind heute zwar rund 90 Prozent aller Vertebraten taxonomisch erfasst, dagegen kennt man vermutlich weniger als 50 Prozent aller terrestrischen Gliederfüßer (z. B. Insekten, Tausendfüßer, Krebstiere und Spinnentiere) und erst etwa 5 Prozent aller weltweit lebenden Protozoen (Einzeller mit Zellkern).

#### Zuverlässigkeit der Bestimmung
Ein weiteres Problem ist, dass vielfach sogar geübte Taxonomen nicht in der Lage sind, Spezies mit der gebotenen Zuverlässigkeit zu bestimmen. Während größere Tiere und Pflanzen in der Regel sehr sicher bestimmt werden, ist die Zuordnung mikroskopisch kleiner Organismen sogar für Fachleute in vielen Fällen nicht mit 100%iger Genauigkeit möglich. So konnten in Tests geübte Personen Stichlinge mit einer Genauigkeit von 84 bis 95 Prozent bestimmen, bei Phytoplankton-Spezies sank die Treffsicherheit aber auf nur 72 Prozent. In Untersuchungen, in denen Taxonomen vorgegebene Spezies bestimmen sollten, stimmten die Fachleute in ihren Entscheidungen für die eine oder andere Spezies zuweilen nur in 43 Prozent der Fälle überein (bei einer anderen Untersuchung rangierten die Übereinstimmungen zwischen 20 und 70 Prozent), und auch die eigene zuvor getroffene Auswahl konnte nur in 67 bis 83 Prozent der Fälle reproduziert werden.
Abhilfe könnten bildbasierte automatisierte Identifizierungssysteme schaffen, z. B. das Digital Automated Identification System (DAISY) oder das Dinoflagellate Categorisation by Artificial Neural Network (DiCANN). So konnte DAISY 15 Spezies einer parasitischen Wespe mit 100%iger Genauigkeit anhand digitalisierter Bilder der Flügel bestimmen, wobei jede Identifizierung weniger als eine Sekunde benötigte. DiCANN erreichte bei der Identifizierung von Dinoflagellaten immerhin eine Präzision von 72 Prozent – und war damit genauso treffsicher wie geübte Experten.
In biologischen Fachtexten wird bei Bezug auf eine unbestimmte Art oft abgekürzt „spec.“ oder „sp.“ (von lateinisch species), bei mehreren Arten auch „spp.“ (species pluralis). Ist eine Art nur unsicher zu bestimmen, steht zwischen Gattungsname und Art-Epitheton „cf.“ (lateinisch confer „vergleiche!, bringe zusammen!, man vergleiche“).

#### Verschiedene Nomenklaturcodes
Die taxonomischen Regeln, beispielsweise die vorgeschriebenen Endungen für die verschiedenen Ränge, ob eine Artbeschreibung in Latein erfolgen muss oder auch in Englisch vorliegen darf, werden in den Nomenklaturcodes festgelegt. Traditionellerweise gibt es nur für Bakterien, Landpflanzen und Tiere Nomenklaturcodes. Die Pilze und Algen werden im botanischen Nomenklaturcode, die Protozoen im zoologischen Nomenklaturcode mit abgehandelt. Durch diese getrennte Bearbeitung der Organismen kommt es zu Kollisionen und Inkonsistenzen.
Die Gattungsbezeichnung Coccomyxa wurde beispielsweise doppelt verwendet: Einmal im zoologischen Nomenklaturcode für einen Krankheitserreger, der die Coccomyxomatose verursacht, und einmal für eine Grünalge. Die Ergebnisse der molekular-phylogenetischen Untersuchungen zeigten, dass die Protisten keine monophyletische Gruppe sind, also kein eigenes Reich bilden. In vielen Evolutionslinien der Protisten kommen jedoch heterotrophe Protozoen und photosynthetisch aktive Lebensformen (Algen) vor. Für diese Gruppen gibt es in der Regel miteinander konkurrierende zoologische und botanische Klassifizierungsschemata, weil sie weder Landpflanzen (Embryophyta) noch Tiere (Metazoa) sind.
Weitere Inkonsequenzen ergeben sich aus der traditionell stark auf Landpflanzen und Tiere fokussierten Forschung. Da beide Organismengruppen vielfältige morphologische Merkmale ausbilden, enthalten sie wesentlich feinere und dichtere Klassifizierungsebenen als die genetisch diverseren Protistenlinien. Den Ergebnissen der phylogenetischen Analysen und den Regeln der Kladistik zufolge müssen die Tiere und die Pilze mit den Choanoflagellaten zusammengefasst werden (Reich Opisthokonta). Ähnliches gilt für die Landpflanzen (Embryophyta), die sich aus Grünalgen (Chlorophyta) entwickelten (zusammen: Unterreich Viridiplantae) und deren nächstverwandte Schwestergruppen Rotalgen (Rhodoplantae) und Glaucocystophyceae sind. Dies hat jedoch zur Folge – da die Nomenklaturcodes als höchste Kategorie das Reich vorsehen –, dass die Landpflanzen (Embryophyta) und die Tiere (Metazoa) im Rang vom Reich auf eine niedrigere Ebene heruntergestuft werden müssen und ebenso alle folgenden niedrigeren Ränge innerhalb der Landpflanzen und Tiere. Dies ist aufgrund der feinverästelten Klassifizierungsstufen innerhalb beider Gruppen praktisch kaum durchführbar.
Die Schubladensysteme der traditionellen Nomenklaturcodes bedürfen einer Überarbeitung. Eventuell müssten weitere, höhere Hierarchieebenen hinzugefügt werden, die bestehenden Ränge müssten flexibilisiert und synchronisiert werden, was jedoch aufgrund der bürokratischen Strukturen und der Doppelbenennungen schwierig werden dürfte. Eine Folge der unbefriedigenden Situation ist eine inkonsequente Handhabung der Systematik zwischen Zoologen, Botanikern und Protozoologen/Phykologen.

### Kritik
Michel Foucault problematisiert in Die Ordnung der Dinge (1966) Kategoriensysteme und ihre Raum-Zeit-Gebundenheit (Archäologie des Wissens, 1969). Als Beispiel führt er einen Text von Jorge Luis Borges über unterschiedliche Tierkategorien in „einer gewissen chinesischen Enzyklopädie“ an, in der Tiere folgendermaßen eingeteilt werden:
dem Kaiser gehörige – einbalsamierte – gezähmte – Milchschweine – Sirenen – Fabeltiere – streunende Hunde – in diese Einteilung aufgenommene – die sich wie toll gebärden – unzählbare – mit feinstem Kamelhaarpinsel gezeichnete – und so weiter – die den Wasserkrug zerbrochen haben – die von weitem wie Fliegen aussehen
Dieses – freilich von Borges frei erfundene – Beispiel eines Ordnungssystems zeigt, dass Kategoriensysteme willkürlich wirken können, wenn sie von einer Außenperspektive aus betrachtet werden. Moderne Taxonomen, wie Peter Ax, lehnen die Verwendung der Etiketten wie „Familie“ oder „Ordnung“ ab. Der Grund hierfür liege darin, dass diese Einordnungen willkürlich vollzogen werden. Es gebe keine natürlichen Regeln, warum eine Gruppe von Organismen beispielsweise den Rang einer Ordnung statt den einer Klasse erhält. Daher solle nur noch der Begriff „Taxon“ verwendet werden.

### Taxonomische Forschung in Deutschland
Eine Studie zur taxonomischen Forschung in Deutschland wurde 2012 im Rahmen des Projektes Netzwerk-Forum zur Biodiversitätsforschung Deutschland herausgegeben. Hierbei sollte ein Überblick über die Akteure und Strukturen des Forschungsfeldes gegeben sowie dessen gesellschaftliche und wissenschaftliche Relevanz hervorgehoben werden. Insbesondere wurde die Position der Taxonomie als „aussterbende Disziplin“ überprüft.

## Taxonomie in anderen Disziplinen

### Informationsverarbeitung
Taxonomien sind hierarchische Klasseneinteilungen eines Themenbereichs. Sie bilden Über- und Unterordnungsbeziehungen ab und können so Vererbungen darstellen. Sie basieren idealerweise auf der Analyse von quantitativen Daten. Darauf basierend erfolgt eine Clusteranalyse (Algorithmen der Strukturanalyse). Diese Taxonomien können dann generisch verwendet werden.
Als Taxonomie in der Informationsverarbeitung werden Klassifikationen bezeichnet, die eine monohierarchische Struktur aufweisen. Dabei wird jeder Klasse nur eine Oberklasse zugeordnet, so dass die gesamte Klassifikation eine Baumstruktur abbildet. In dieser Struktur enthalten die der Wurzel nahestehenden Elemente allgemeine Informationen. Mit einer zunehmenden Verzweigung der Taxonomie wird das darin hinterlegte Wissen immer spezifischer. Durch diese Art der Klassifizierung von Wissensbereichen innerhalb einer Hierarchie entsteht eine einfache Semantik.
In Bezug auf Dokumente bzw. Inhalte wird der Begriff Taxonomie für ein Klassifikationssystem, eine Systematik oder den Vorgang des Klassifizierens verwendet. Klassifizierungen können beispielsweise durch die Erfassung von Metadaten und/oder die Verwendung einer Ablagestruktur vorgenommen werden.
→ Siehe auch:
- Dendrogramm, Visualisierung von Taxonomien
- Indexierungskonsistenz, Maß für die Einheitlichkeit von Deskriptoren
- Indexierung im Dokumentationswesen, Gemeinschaftliches Indexieren
- Mathematische Strukturen und ihr hierarchischer Aufbau

### Bilanz-Taxonomien für die Finanzverwaltung
Die Verwendung von Taxonomien für vereinheitlichte Bilanzen (und Gewinn- und Verlustrechnungen) führt zu einer erheblichen Erleichterung auf Seiten der Finanzverwaltung, belastet mit ihrer Komplexität aber vor allem sehr kleine und mittelständische Unternehmen, die sich nun endgültig von dem Gedanken verabschieden mussten, ihre Bilanz eigenhändig aufstellen zu können. Die Finanzverwaltung sieht vor allem die Vorzüge einer „modernen und unbürokratischen elektronischen Übermittlung des Inhalts von Bilanzen und Gewinn- und Verlustrechnungen“, die durch § 5b EStG ermöglicht wurde. Diese Regelung sollte ursprünglich für Wirtschaftsjahre gelten, die nach dem 31. Dezember 2010 beginnen. Der Anwendungszeitpunkt wurde um ein Jahr verschoben, weil sie auf allen Seiten mehr Fragen aufwarf als Probleme löste, gilt also für Wirtschaftsjahre, die nach dem 31. Dezember 2011 begannen.
Festgelegt werden die Bilanz-Taxonomien vom Bundesfinanzminister. Der aktuelle Stand wird auf der ESteuer-Plattform des Rechenzentrums der Finanzverwaltung Nordrhein-Westfalen veröffentlicht, zum Zeitpunkt der Verfassung dieses Beitrages sind die Taxonomien vom 1. April 2020 (Taxonomie 6.4) aktuell.

### Taxonomie für nachhaltige Investitionen
Die Taxonomie-Verordnung der EU vom Juni 2020 definiert Vorgaben für nachhaltige Investitionen. Sie enthält die Kriterien zur Bestimmung, wie ökologisch nachhaltig eine Investition ist. Durch Förderung privater Investitionen in grüne und nachhaltige Projekte soll sie einen wesentlichen Beitrag zum European Green Deal leisten.

### Sprachwissenschaft
In der Linguistik beschäftigt sich die Taxonomie mit der Segmentierung und Klassifikation sprachlicher Begrifflichkeiten, um mit diesen ein formales Sprachsystem zu beschreiben.

### Lerntheorie
In der Lerntheorie werden die Lernziele entsprechend ihrer intellektuellen Anforderungen an die Lernenden in verschiedene Taxonomiestufen eingeordnet. Am bekanntesten sind die von Benjamin Bloom beschriebenen Lernzielstufen für den kognitiven, affektiven und psychomotorischen Bereich. Im kognitiven Bereich wird dies als Bloomsche Taxonomie bezeichnet.

## Kritik
Ludwig Wittgenstein wies in seinen Philosophischen Untersuchungen am Beispiel der Familienähnlichkeit auf grundsätzliche Probleme hierarchischer Klassifikationssysteme hin.